# Sail Away (chanson de Randy Newman)
Singles de Randy Newman
[[]] [[]]
Sail Away est une chanson de l'auteur-compositeur-interprète américain Randy Newman extraite de son troisième album studio, sorti en mai 1972 et intitulé également Sail Away.
La chanson a également été publiée en single (sur le label Reprise Records en juin de la même année 1972). Elle n'est pas entrée dans les charts américains,.
En 2004, Rolling Stone a classé cette chanson, dans la version originale de Randy Newman, 264e sur sa liste des « 500 plus grandes chansons de tous les temps ». (En 2010, le magazine rock américain a mis à jour sa liste, maintenant la chanson est 268e.)

## Composition
La chanson a été écrite par Randy Newman lui-même, son enregistrement a été produit par Lenny Waronker.

## Reprises
La chanson a été reprise par de nombreux artistes, parmi lesquels Ray Charles et Etta James.